# Миккельспласс, Пол Гуннар
Пол Гуннар Миккельспласс (норв. Pål Gunnar Mikkelsplass; род. 29 апреля 1961 года, Бромма) — норвежский лыжник и тренер, призёр Олимпийских игр, двукратный чемпион мира, победитель этапов Кубка мира. Муж известной лыжницы Марит Миккельспласс и деверь известной биатлонистки Хильдегунн Фоссен.
В Кубке мира Миккельспласс дебютировал в 1982 году, тогда же одержал первую победу на этапе Кубка мира. Всего имеет на своём счету 3 победы на этапах Кубка мира. Лучшим достижением Миккельспласса в общем итоговом зачёте Кубка мира является 3-е место в сезоне 1987/88.
На Олимпиаде-1984 в Сараево стал 17-м в гонке на 15 км классикой и 12-м в гонке на 30 км коньком.
На Олимпиаде-1988 в Калгари завоевал серебро в гонке на 15 км классикой, кроме того принимал участие ещё в трёх гонках: 30 км классикой - 6-е место, 50 км коньком - 9-е место, эстафета - 6-е место.
За свою карьеру принимал участие в пяти чемпионатах мира, на которых завоевал две золотые, одну серебряную и одну бронзовую медали.
Личный тренер Терезы Йохауг с 2016 года.